# Аспропиргос
Аспропиргос (на гръцки: Ασπρόπυργος) е град в Гърция. Населението му е 30 251 жители (по данни от 2011 г.). Част е от Атинския метрополен район. Намира се в часова зона UTC+2. Пощенският му код е 193 00, телефонния 210, а МПС кода е Z.